# Spodoptera hipparis
Spodoptera hipparis là một loài bướm đêm trong họ Noctuidae.